# Yamaha FJ
Die FJ 1100 und FJ 1200 sind Sporttourer der japanischen Firma Yamaha.

## Geschichte
1984 brachte Yamaha sein erstes sportliches Superbike, die FJ 1100 mit neuartigem Lateralrahmen und 16-Zoll-Rädern. Sie löste den betagten, kardangetriebenen dicken Tourer XS 1100 ab. Die FJ 1100 hatte ein Eigengewicht (vollgetankt) von 261 kg. Ihre Reifendimensionen waren 120/80 V 16 (vorn) und 150/18 V 16 (hinten). Eine Hubraumerweiterung von 1097 auf 1188 cm³ führte im Jahr 1986 zur FJ 1200. Ab 1988 wurde eine größere Vorderradfelge mit 17 Zoll Durchmesser eingebaut (120/70 V 17). Die Modelle FJ 1100 (47E, 1984–1985) und FJ 1200 (1XJ, 1986–1987) wurden mit einem Anti-Dive-System angeboten, welches das zu tiefe Eintauchen der 41-mm-Standrohre der Gabel beim Bremsen verhindern sollte. In Deutschland homologierte FJs gab es in der 100 PS-, später dann als 98-PS-Version, alternativ waren als Grauimporte ungedrosselte Varianten mit 126 PS erhältlich.
Ab 1991 konnte man die FJ 1200 auch mit einem Antiblockiersystem (ABS) erwerben.
Die folgende Liste enthält die Modelle die offiziell in Deutschland importiert wurden:
- Typ 47E: FJ 1100 1984 und 1985
- Typ 1XJ: FJ 1200 1986 und 1987
- Typ 3CW: FJ 1200 1988 bis 1990
- Typ 3YA: FJ 1200/A 1991 bis 1995

## Technische Daten FJ1100/1200
Es handelt sich bei allen Varianten um quer zur Fahrtrichtung eingebaute, fahrtwindgekühlte Vierzylinder-Viertakt-Reihenmotoren samt Ölkühler. Der Hubraum beträgt bei der FJ 1100 1097 cm³ (Bohrung × Hub: 74,0 mm × 63,8 mm)
und bei der FJ 1200 1188 cm³ (Bohrung × Hub: 77,0 mm × 63,8 mm).
Das Verdichtungsverhältnis beträgt 9,7:1. Die Schmierung erfolgt im Druckumlaufverfahren mit Nasssumpf. Für die Gemischaufbereitung werden 4 Mikuni BS-Gleichdruckvergaser mit 36 mm Durchlass und Rundschiebern verwendet.
Eine Mehrscheiben-Nasskupplung stellt den Kraftschluss zwischen der fünffach gelagerten Kurbelwelle und dem klauengeschalteten 5-Gang Getriebe her.
Der Tank fasst 24,5 Liter (5 L Reserve) bei der FJ 1100 (FJ 1200: 24 Liter).
Der Verbrauch liegt zwischen 5,8 l – 8,5 l auf 100 km, was die FJ tourentauglich macht.
Ein feldgeregelter 3-Phasen-Drehstrom-Generator kann bis zu 360 W elektrische Leistung ins Bordnetz abgeben.

## Lateralrahmen
Der Rahmen ist ein seitlich weit außen geführter Doppelschleifenrahmen aus 4-Kant-Stahlprofilen nach dem Yamaha-Lateral-Frame-Concept. Der Lenkkopf ist in einer allseitig umlaufenden Gitterstruktur vorne stabil eingebettet und schafft mit der Teleskopgabel einen Nachlauf von 112 mm. Die Federwege betragen vorn/hinten 150/120 mm.
Das Hinterrad wird von einem Monocross-System mit luftunterstütztem De Carbon-Federbein geführt.

## Testeindrücke
Die Zeitschrift "Motorrad" schreibt in der Ausgabe 7/1984 im "Test Yamaha FJ 1100": "Am neuen Lateral-Fahrwerk mit sternförmig abgestütztem Lenkkopf und Monocross-Federung hinten werden sich die Yamaha-Modelle der Zukunft messen lassen müssen. Bis auf die kurzen Federwege ist es über jede Kritik erhaben." Und weiter: " Mit nahezu beispielloser Handlichkeit läßt sich die 261 Kilogramm schwere 1100er um langgezogene Kurven oder auch enge Kehren zirkeln."
In den Ausgaben 9 und 10/1984 der Zeitschrift "Motorrad" setzt sich die FJ 1100 im "Big Bike Vergleich" auf Platz 1 und verweist die BMW K 100 RS, die Kawasaki GP Z 900 R, die Suzuki GSX 1100 EF sowie die Honda VF 1000 F auf die Plätze: "Das handliche, spurstabile Fahrwerk, der kultivierte Motor und die wartungsfreundliche Technik sprechen für die FJ 1100, weniger die Toureneigenschaften."
Motorradonline bescheinigt im Januar 2014 der FJ 1100, zusammen mit dem 1200er -Nachfolge-Modell, den Ruf eines zuverlässigen, langlebigen Sporttourers, mit Betonung auf Tourer. Es lässt sich locker viele Stunden im Sattel aushalten.

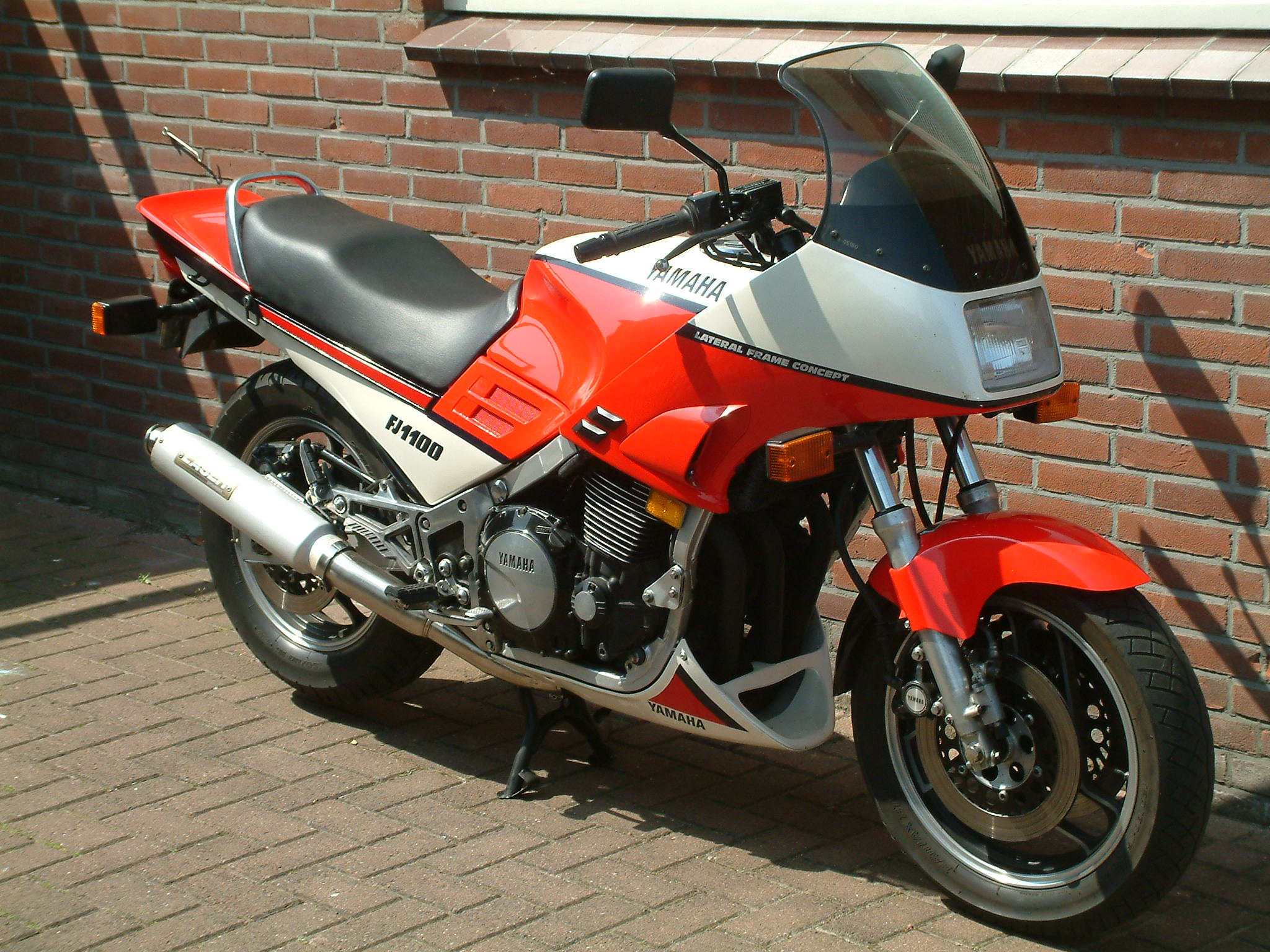
Yamaha FJ 1100, Farbe: rot-weiss, Zubehör-Auspuff
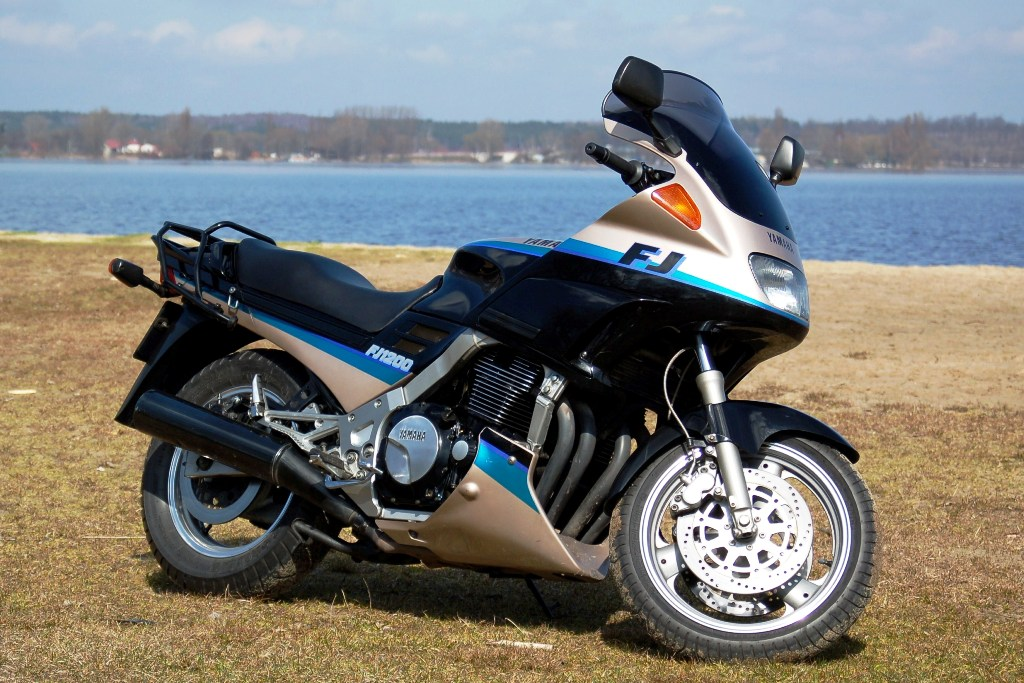
FJ1200 kalina
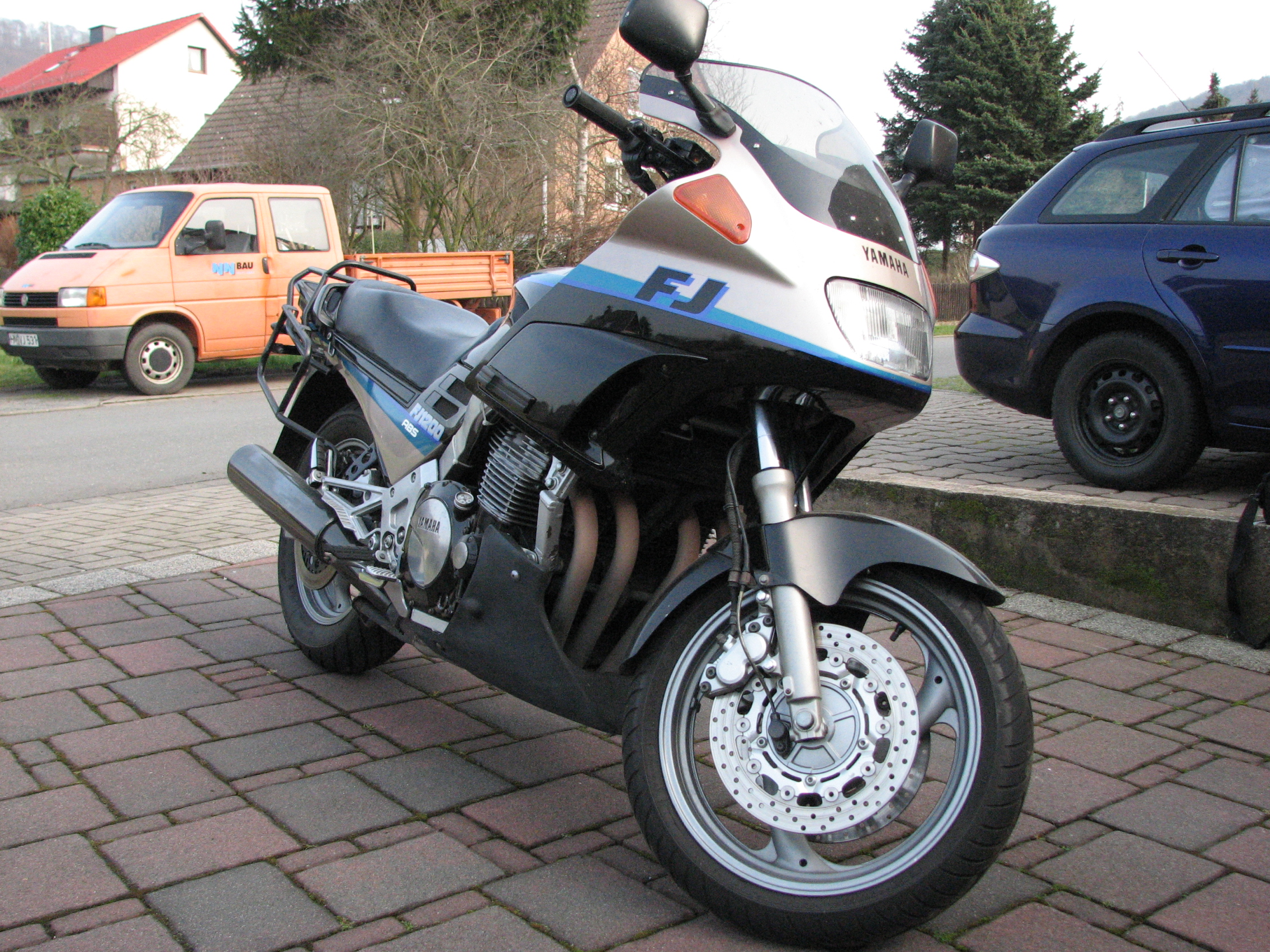
FJ 1200 mit ABS-Bremsanlage und geändertem Lenker
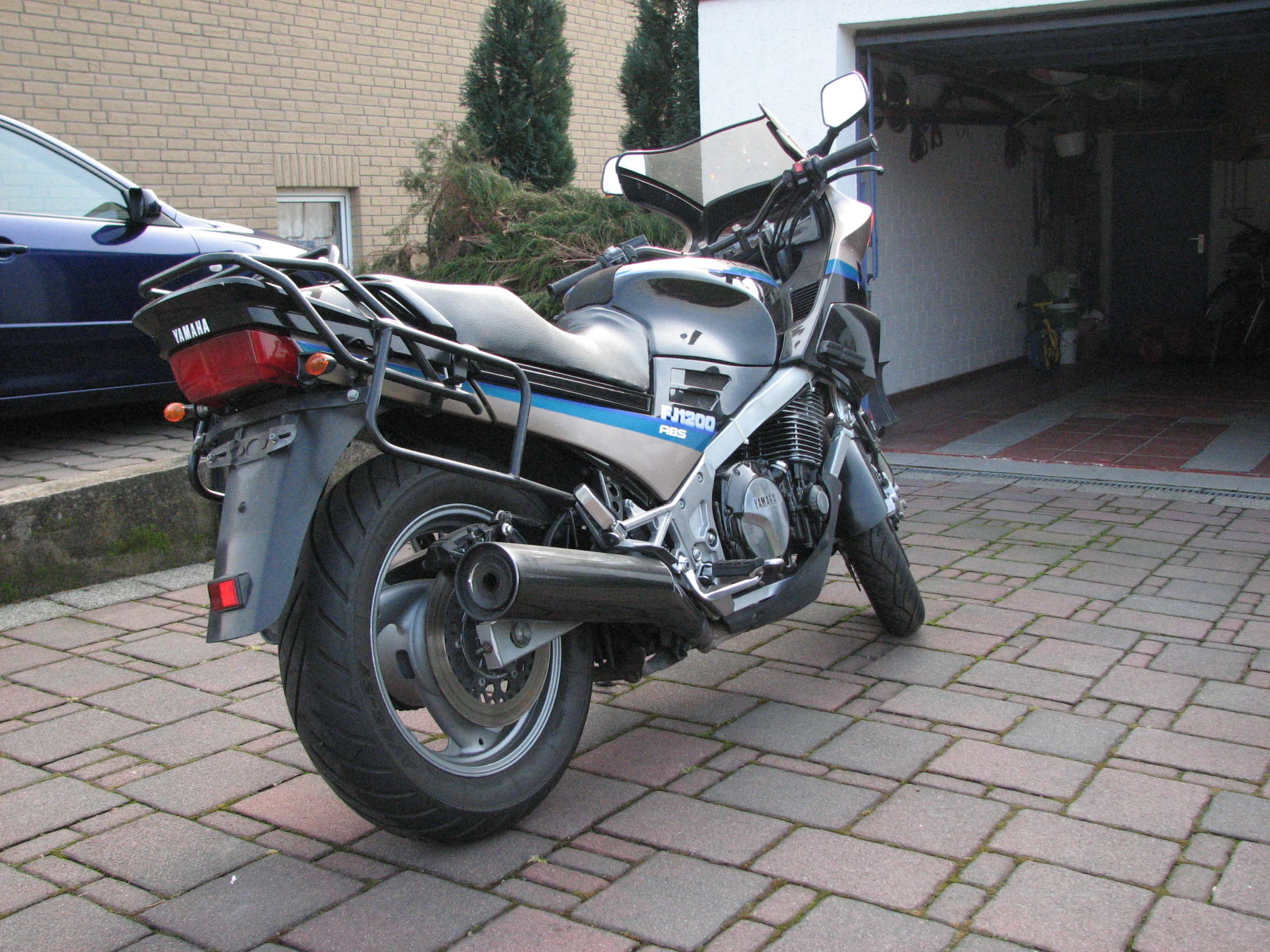
FJ 1200 Typ 3 YA mit geändertem Heck